# 八尾站

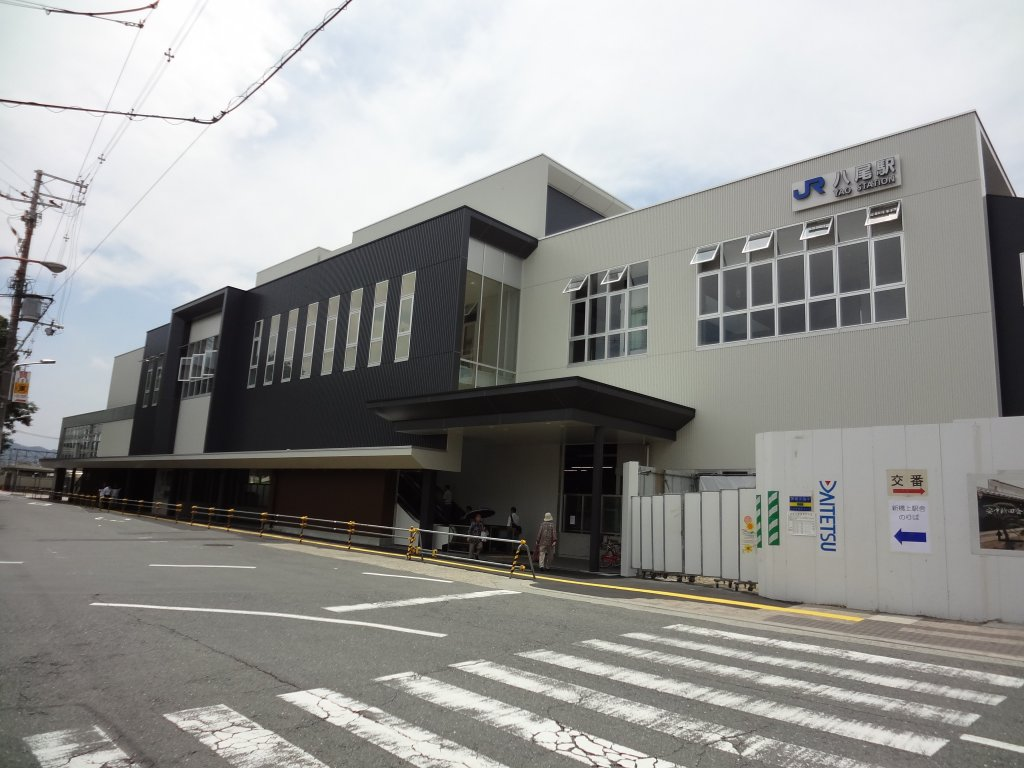
上跨式站房开始使用当天的北口（2013年7月6日）

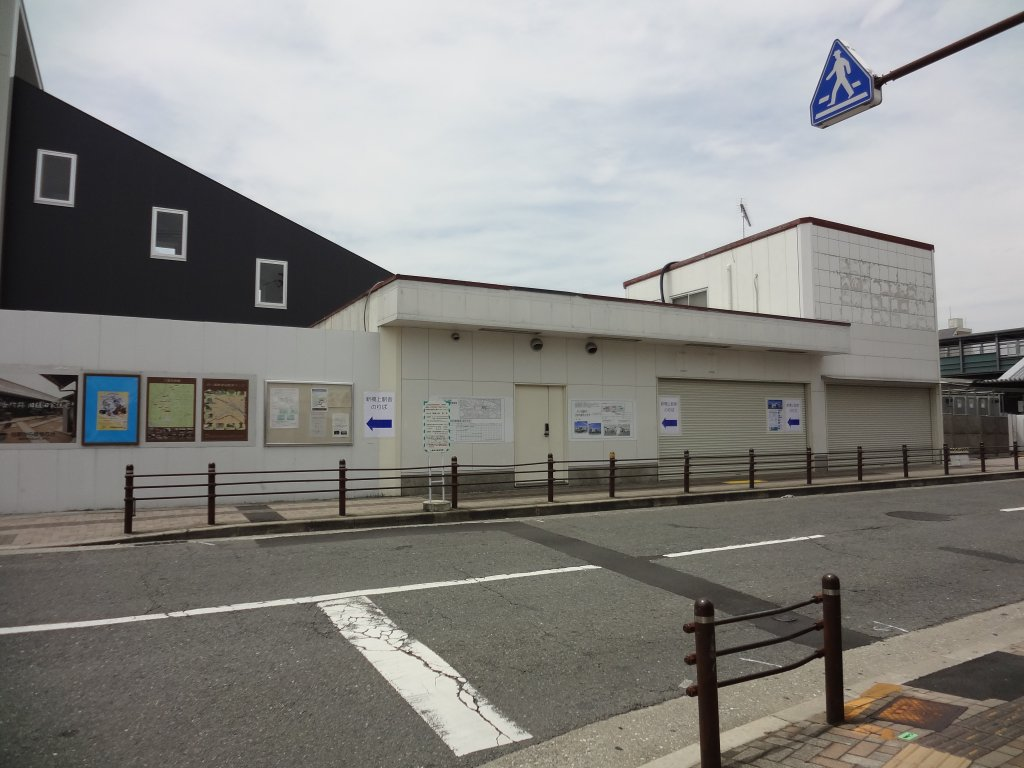
临时北站房（2013年7月6日）

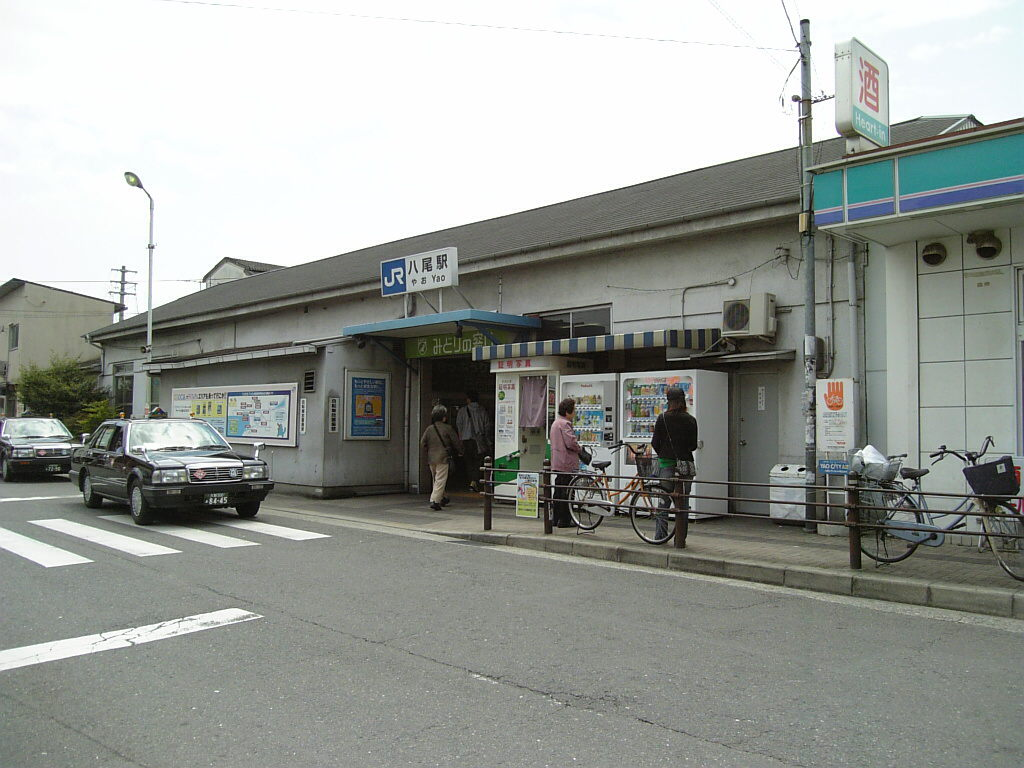
原有北口（2007年5月2日）

八尾站（日语：／ Yao eki */?）位于大阪府八尾市，是西日本旅客铁道（JR西日本）關西本線的鐵路車站。

## 历史
- 1889年5月14日 - 随着大阪铁道凑町站（现JR难波站）至柏原站区间开通，本站投入运营。
- 1900年6月6日 - 大阪铁道线路被关西铁道继承，成为关西铁道车站。
- 1907年10月1日 - 关西铁道国有化。
- 1909年10月12日 - 线路名称制定，成为关西本线车站。
- 1980年10月1日 - 停止办理货运业务。
- 1987年4月1日 - 国铁分割民营化后成为JR西日本车站。百济站被日本货物铁道接管。
- 1988年3月13日 - 线路爱称大和路线开始使用。
- 2003年11月1日 - 支持使用ICOCA[2]。
- 2008年3月15日 - 随着大阪东线开业，片町线货物支线（放出站至八尾站区间）废弃。
- 2009年
  - 3月31日 - 关西本线货物支线废弃。
  - 10月4日 - 大阪环状、大和路线运行管理系统开始使用。
- 2018年3月12日 - 开始使用车站编号[3]。

## 車站構造
侧式站台2台2线地上车站，跨线式站房。
直营站，管理站。管理关西本线河内坚上站至加美站区间各站以及大阪東線的新加美站。支持使用ICOCA.

### 站台
| 站台 | 路线     | 方向 | 目的地                   | 参考  |
| ---- | -------- | ---- | ------------------------ | ----- |
| 1    | 大和路線 | 上行 | 王寺、奈良、高田方向     | [ 4 ] |
| 2    | 大和路線 | 下行 | 天王寺、JR難波、大阪方向 | [ 4 ] |

## 利用狀況
根据大阪府统计年鉴2017年1日平均乘车人数为13,146。
| 年度   | 1日平均 乘车人数 |
| ------ | ---------------- |
| 1995年 | 15,503           |
| 1996年 | 15,545           |
| 1997年 | 14,724           |
| 1998年 | 14,253           |
| 1999年 | 13,911           |
| 2000年 | 13,685           |
| 2001年 | 13,550           |
| 2002年 | 13,514           |
| 2003年 | 13,551           |
| 2004年 | 13,192           |
| 2005年 | 13,074           |
| 2006年 | 13,264           |
| 2007年 | 13,305           |
| 2008年 | 13,348           |
| 2009年 | 13,159           |
| 2010年 | 13,286           |
| 2011年 | 13,195           |
| 2012年 | 13,058           |
| 2013年 | 13,195           |
| 2014年 | 12,885           |
| 2015年 | 13,051           |
| 2016年 | 13,065           |
| 2017年 | 13,146           |

## 相鄰車站
西日本旅客鐵道
 大和路線（關西本線）
■大和路快速、■直通快速、■快速、■区間快速
通过
■普通
志纪（JR-Q26）－八尾（JR-Q25）－ 久宝寺（JR-Q24）

## 外部連結
- 八尾｜車站資訊：JR出門網 - 西日本旅客鐵道